# Godnicsák László
Godnicsák László (szlovákul: Ladislav Godničak, ukránul: Василь Годнічак, Vaszil Godnicsák, oroszul: Василий Годничак, Vaszilij Godnicsák) (Munkács, Beregi zsupa, Csehszlovákia, 1927 –) csehszlovák, magyar, ukrán és szovjet hátvéd és fedezet labdarúgó, és labdarúgóedző. 1947-ben az ukrán másodosztályú bajnokságban szerzett bajnoki címet, 1948-ban a csapatával eljutott az ukrán labdarúgókupa döntőjéig, míg 1952-ben a szovjet kupasorozatnak az elődöntőse volt. A szovjet utánpótlás-csapatok közötti bajnokságának aranyérmese (1949).

## Pályafutása
A pályafutását a csehszlovák labdarúgó-bajnokság szlovák csoportjában részt vevő SE (Mukačevo) (1937) és a Munkácsi SE, illetve Munkácsi LSE (MLSE) név alatt a magyar bajnokság vidéki csoportjaiban 1939–1944 között szereplő ifjúsági csapatokban kezdte, majd az 1943/1944-es szezonban bemutatkozott az MLSE felnőttcsapatában. (Ez számára nagy megtiszteltetést jelentett, mivel a század elejétől kezdve a Latorca parti város – az Osztrák–Magyar Monarchia részeként – a Magyar Királyság Bereg vármegyéjének gazdasági és kulturális szempontból jelentős települése volt és a klubjának jogelődje, a Munkácsi Sport Egyesület az 1910-es évek elején már be is jelentkezett a magyarországi vidéki bajnokság északi kerületébe. Az I. világháborút Magyarország számára lezáró trianoni békeszerződés (1920. június 4.) Kárpátalját az új államalakulathoz, Csehszlovákiához csatolta, így a munkácsi csapatok a csehszlovák bajnokságban szerepeltek. Az első bécsi döntés (1938. november 2.) értelmében Felvidék és Kárpátalja egyes részeit visszacsatolták Magyarországhoz, és a visszatért területek futballcsapatai bekapcsolódtak a magyar labdarúgó-bajnokságba. A Munkácsi SE 1939 nyarán az NB B-nek nevezett másodosztály Felvidéki csoportjába került, ahol olyan nagy múltú együttesekkel játszott, mint a Diósgyőri MÁVAG (ma DVTK), a Debreceni VSC, az Ózdi VTK (Ózdi Kohász), a Nyíregyházi TVE, a Perecesi TK, a két salgótarjáni csapat, az SBTC és az SSE, a budapesti BSzKRT (BKV Előre) és BVSC, valamint a visszatért területek egyletei, a Losonci AFC, a Füleki TC, a Kassai SC, az Ungvári AC, a Beregszászi FTC és az Ungvári SK Rusj.) A Munkácsi SE előbb kiesett az NB III-ba, majd fokozatosan megerősödve második lett az Északi csoport Kárpát alcsoportjában (1941), utána pedig már MLSE név alatt megnyerte a Nemzeti Bajnokság III, Felsőtiszai csoportjának bajnokságát és bejutott a Északi csoportba (1944). Az augusztusra tervezett következő évi bajnokság első fordulói azonban elmaradtak, mert jött a front, a bajnokság félbeszakadt, illetve az NB I-ben a fővárosi csapatok részvételével hadi-bajnokságként decemberig folytatódott). Majd a második világháborút lezáró párizsi békeszerződések Kárpátalját a Szovjetunióhoz csatolták, és az Ukrajna része lett. Az Munkácsi LSE ezzel befejezte magyarországi szereplését, s így Godnicsák a korábbi csapattársai jelentős részével együtt átkerült az akkor szerveződő Bolsevik Mukacsevo ukrán másodosztályú csapathoz, amely részvételével 1947-ben megszerezte az országos bajnoki címet. Lényegében ugyanez a csapat a következő évben most már a szovjet bajnokság ukrán zónájában a negyedik lett és az ő hathatós közreműködésével eljutott az ukrán kupasorozat döntőjéig, amelyre Kijevben került sor 1948. október 26-án a Dinamo Stadionban és amelyben az Munkacsi Bolsevik akkori ellenfele - az első osztályos Dinamo Kijev - győzött 4:1-re.
Godnicsák László az említett kupadöntőt követően, 1948 novemberében több kárpátaljai labdarúgóval együtt átigazolt a Dinamo Kijevhez. (Az ungváriak közül az év nyarán elsőként Láver György ment át a fővárosi elitklubhoz. Két hónappal később őt követte korábbi csapattársa Fábián János, ősszel pedig - a labdarúgás történetében egyedülálló módon - az Ungvári Szpartak további hét oszlopos tagja is átigazolt a kijevi sztárcsapatba, nevezetesen: Tóth Dezső, Mihalina Mihály, Komán Mihály, Juszt Ernő, Gazsó László, Szengetovszkij Zoltán és ifj. Györffy Zoltán. Ehhez, a magyar és csehszlovák labdarúgóiskolán felnövő, fiatal kárpátaljai tehetségekből álló csoporthoz két év múlva csatlakozott a szintén munkácsi születésű Popovics Tibor is.) A Kijevi Dinamo utánpótlás kerete az ő részvételükkel már 1949-ben kis-aranyérmeket szerzett az első ízben kiírt, a a szovjet tartalékcsapatok közötti országos bajnokságon. Ebben a csapatban abban az évben már tíz fiatal kárpátaljai tehetség játszott, akik több éven keresztül oszlopos tagjai voltak a kijevi nagy-csapatnak és kiemelkedő eredményeket értek el országos és nemzetközi szinten. A fővárosban töltött három szezon után Godnicsák átigazolt a másodosztályú DO Kijev-hez, amelynek színeiben elődöntős lett a szovjet kupasorozatban (1952). Sajnálatos sérülése miatt azonban kénytelen volt abbahagyni aktív szereplését és a következő évtizedekben a Trudovije rezervi sportegyesület országos vezetőségében a labdarúgóedzői stáb vezetője volt.

## Sikerei, díjai
Ukrajna
- Ukrán bajnokság
  - bajnok: 1947
- Ukrán kupa
  - döntős: 1948

Szovjetunió
- Szovjet tartalékcsapatok bajnoksága
  - bajnok: 1949
- Szovjet kupa
  - elődöntős: 1952

## Ajánlott irodalom
- Fedák László. Kárpátalja a sporteredmények tükrében (56., 115., és 137. oldal). Ungvár: Karpati (1994) (ukránul)
- Krajnyanica Péter. A kárpátaljai labdarúgás története (92., 93. és 163. oldal). Ungvár: Karpati (2004) (ukránul)
- Mihalina László. Otthon minden kő megsegít... (27., 79. és 96. oldal). Vác: Kucsák Könyvkötészet és Nyomda (2011)